# Маршичи (община Копер)
Вижте пояснителната страница за други значения на Маршичи.
Маршичи (на словенски: Maršiči) е село в Словения, Обално-крашки регион, община Копер. Според Националната статистическа служба на Република Словения през 2002 г. селото има 11 жители.